# Greensburg (Kansas)
Greensburg település az Amerikai Egyesült Államok Kansas államában, Kiowa megyében, melynek megyeszékhelye is. Lakosainak száma 740 fő (2020. április 1.).

## Népesség
A település népességének változása:

| 2010 | 777 |
| 2020 | 740 |